# Oulchy-la-Ville
Oulchy-la-Ville est une commune française située dans le département de l'Aisne, en région Hauts-de-France.

## Géographie
Entourée par les communes de Oulchy-le-Château, Le Plessier-Huleu et Montgru-Saint-Hilaire, Grand-Rozoy et encore Breny, Oulchy-la-Ville est située à 19 km au sud-est de Soissons la plus grande ville des environs.
Située à 130 mètres d'altitude, la rivière l'Ourcq est le principal cours d'eau qui traverse la commune d'Oulchy-la-Ville.
Paris se trouve a 84 km d'Oulchy.
Oulchy se situe dans la communauté de communes du Canton d'Oulchy-le-Château.
Montchevillon est le hameau d'Oulchy, il est composé d'une quarantaine d'habitants.

### Hydrographie
La commune est située dans le bassin Seine-Normandie. Elle est drainée par l'Ourcq, le cours d'eau 01 de la Culotte et le fossé 01 de la commune d'Oulchy-le-Château,,.
L'Ourcq, d'une longueur de 86 km, prend sa source dans la commune de Courmont et se jette  dans la Marne en limite de Mary-sur-Marne et de Lizy-sur-Ourcq, face à Isles-les-Meldeuses, après avoir traversé 36 communes.

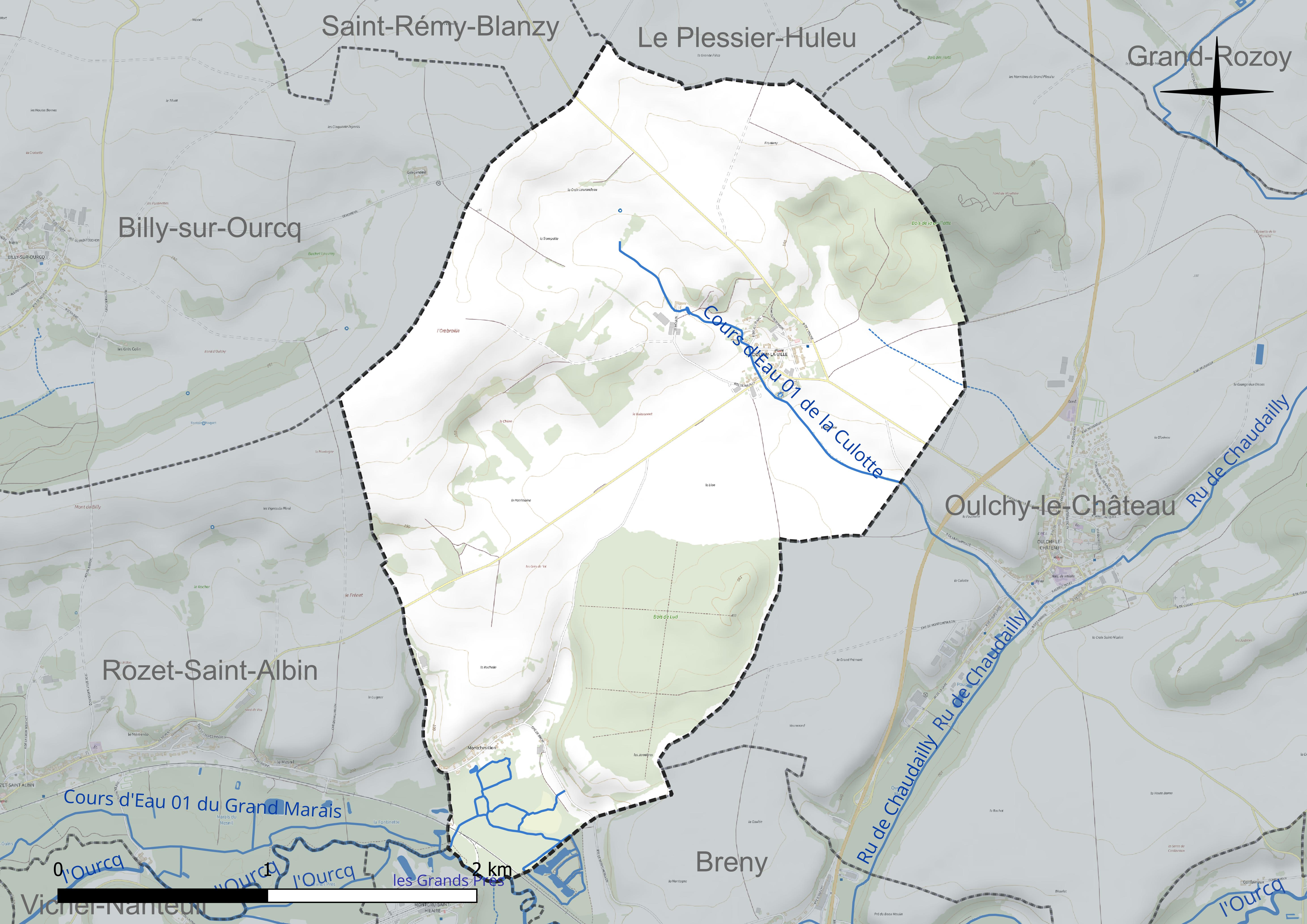
Réseau hydrographique d'Oulchy-la-Ville.

### Climat
Pour des articles plus généraux, voir Climat des Hauts-de-France et Climat de l'Aisne.
En 2010, le climat de la commune est de type climat océanique dégradé des plaines du Centre et du Nord, selon une étude du CNRS s'appuyant sur une série de données couvrant la période 1971-2000. En 2020, Météo-France publie une typologie des climats de la France métropolitaine dans laquelle la commune est exposée à un climat océanique altéré et est dans la région climatique Nord-est du bassin Parisien, caractérisée par un ensoleillement médiocre, une pluviométrie moyenne régulièrement répartie au cours de l'année et un hiver froid (3 °C).
Pour la période 1971-2000, la température annuelle moyenne est de 10,5 °C, avec une amplitude thermique annuelle de 15,2 °C. Le cumul annuel moyen de précipitations est de 743 mm, avec 12,1 jours de précipitations en janvier et 8,3 jours en juillet. Pour la période 1991-2020, la température moyenne annuelle observée sur la station météorologique la plus proche, située sur la commune de Braine à 19 km à vol d'oiseau, est de 11,3 °C et le cumul annuel moyen de précipitations est de 662,7 mm,. Pour l'avenir, les paramètres climatiques de la commune estimés pour 2050 selon différents scénarios d'émission de gaz à effet de serre sont consultables sur un site dédié publié par Météo-France en novembre 2022.

## Urbanisme

### Typologie
Au 1er janvier 2024, Oulchy-la-Ville est catégorisée commune rurale à habitat très dispersé, selon la nouvelle grille communale de densité à 7 niveaux définie par l'Insee en 2022.
Elle est située hors unité urbaine et hors attraction des villes,.

### Occupation des sols
L'occupation des sols de la commune, telle qu'elle ressort de la base de données européenne d'occupation biophysique des sols Corine Land Cover (CLC), est marquée par l'importance des territoires agricoles (79 % en 2018), une proportion identique à celle de 1990 (79 %). La répartition détaillée en 2018 est la suivante : 
terres arables (59,8 %), forêts (21 %), prairies (19,1 %).
L'évolution de l'occupation des sols de la commune et de ses infrastructures peut être observée sur les différentes représentations cartographiques du territoire : la carte de Cassini (XVIIIe siècle), la carte d'état-major (1820-1866) et les cartes ou photos aériennes de l'IGN pour la période actuelle (1950 à aujourd'hui).

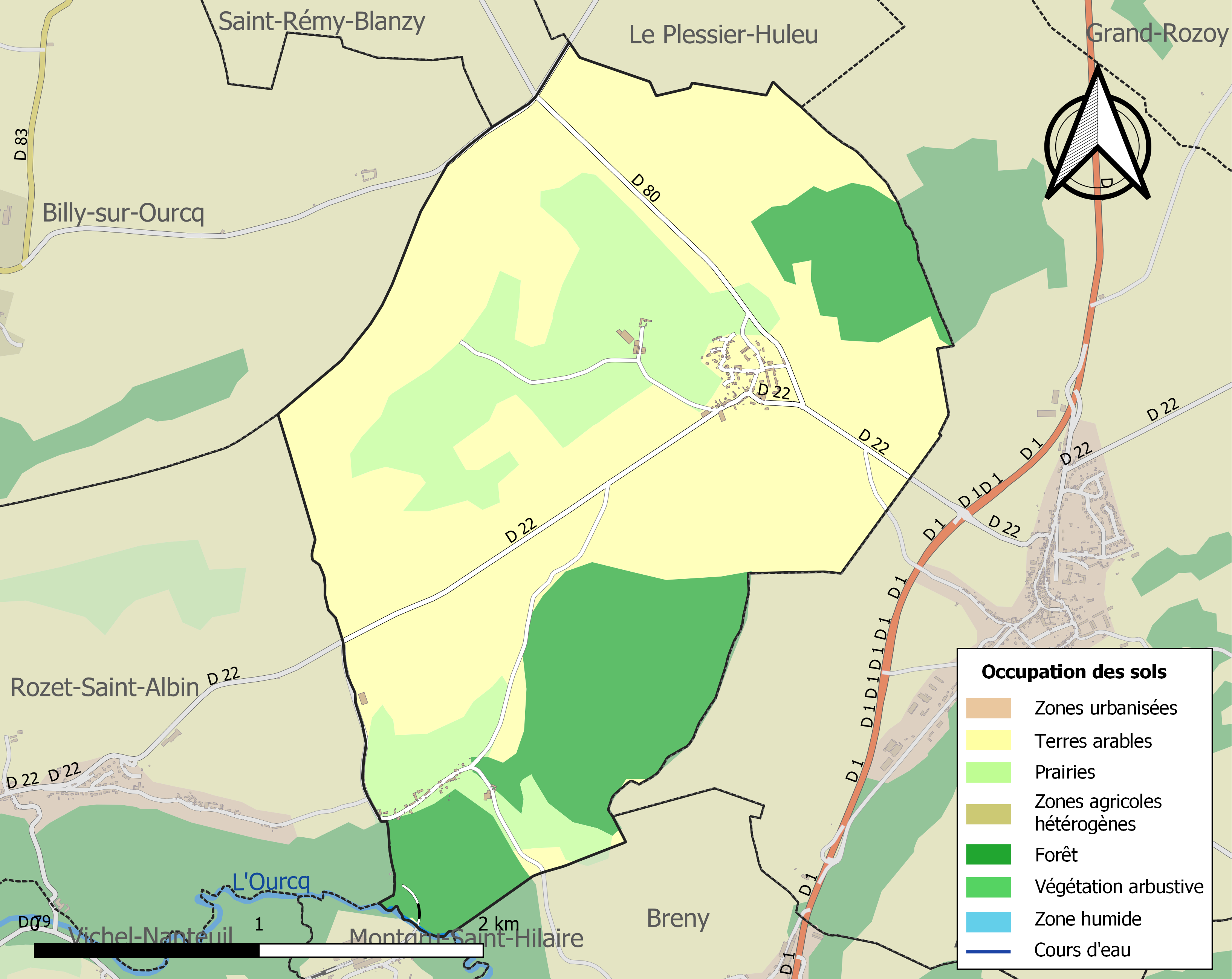
Carte de l'occupation des sols de la commune en 2018 (CLC).

## Toponymie
Autrefois Altaria de Ulchiaco-Villa et de Arciaco (1125) ; Ouchie-la-Ville (1398) ; Ulciaca Villa puis Auchy puis Ouchier la ville (1680).

## Histoire
Oulchy-la-Ville est un petit bourg agricole très ancien, ce village vient de l'ancien Valois bâti sur un plateau découvert à 65 kilomètres au sud de Laon et 25 de Soissons.
Le village est mentionné dans les sources anciennes sous les noms de Ulciaca Villa, puis Auchy. Il s'agit d'un village très ancien du Valois. Selon la tradition locale, il aurait été le chef-lieu de l’Orxois, avant que ce rôle ne soit transféré à la commune voisine d’Oulchy-le-Château.
En 1840, plusieurs tombeaux en plâtre ont été découverts entre Oulchy-la-Ville et Le Plessier-Huleu, à proximité d’une ancienne voie romaine. Bien que dépourvus d’inscriptions, ces sépultures contenaient des pièces de monnaie rudimentaires ainsi que des boutons à facettes identifiés comme des fibules, objets utilisés comme agrafes à l’époque romaine. Ces découvertes témoignent d’une occupation ancienne du site.
Au XVIIIe siècle, en 1764, le prince de La Roche-Guyon était seigneur d’Oulchy.
La commune a été fortement touchée par les bombardements de la Première Guerre mondiale. L’église, gravement endommagée durant le conflit, a été reconstruite à l’identique après la guerre grâce aux fonds des dommages de guerre.

## Politique et administration

### Découpage territorial
La commune d'Oulchy-la-Ville est membre de la communauté de communes du Canton d'Oulchy-le-Château, un établissement public de coopération intercommunale (EPCI) à fiscalité propre créé le 30 décembre 1994 dont le siège est à Oulchy-le-Château. Ce dernier est par ailleurs membre d'autres groupements intercommunaux.
Sur le plan administratif, elle est rattachée à l'arrondissement de Soissons, au département de l'Aisne et à la région Hauts-de-France. Sur le plan électoral, elle dépend du  canton de Villers-Cotterêts pour l'élection des conseillers départementaux, depuis le redécoupage cantonal de 2014 entré en vigueur en 2015, et de la cinquième circonscription de l'Aisne  pour les élections législatives, depuis le dernier découpage électoral de 2010.

### Administration municipale
| Période                                  | Période                       | Identité              | Étiquette | Qualité                                                  |
| ---------------------------------------- | ----------------------------- | --------------------- | --------- | -------------------------------------------------------- |
| avant 1874                               | 1875                          | Fouillart             |           |                                                          |
| Les données manquantes sont à compléter. |                               |                       |           |                                                          |
| 1892                                     | après 1934                    | Fouillard Armand Léon |           | cultivateur                                              |
| Les données manquantes sont à compléter. |                               |                       |           |                                                          |
| avant 1995                               | ?                             | Bernard Fouillard     |           |                                                          |
| mars 2001                                | mars 2014                     | Christiane Fouillard  |           |                                                          |
| mars 2014                                | En cours (au 13 juillet 2020) | Christian Fouillard   | DVD       | Retraité de l'agriculture Réélu pour le mandat 2020-2026 |

## Démographie
L'évolution du nombre d'habitants est connue à travers les recensements de la population effectués dans la commune depuis 1793. Pour les communes de moins de 10 000 habitants, une enquête de recensement portant sur toute la population est réalisée tous les cinq ans, les populations de référence des années intermédiaires étant quant à elles estimées par interpolation ou extrapolation. Pour la commune, le premier recensement exhaustif entrant dans le cadre du nouveau dispositif a été réalisé en 2008.

En 2022, la commune comptait 127 habitants, en évolution de +5,83 % par rapport à 2016 (Aisne : −1,97 %, France hors Mayotte : +2,11 %).
| 1793 | 1800 | 1806 | 1821 | 1831 | 1836 | 1841 | 1846 | 1851 |
| ---- | ---- | ---- | ---- | ---- | ---- | ---- | ---- | ---- |
| 195  | 187  | 189  | 230  | 219  | 211  | 191  | 199  | 195  |

| 1856 | 1861 | 1866 | 1872 | 1876 | 1881 | 1886 | 1891 | 1896 |
| ---- | ---- | ---- | ---- | ---- | ---- | ---- | ---- | ---- |
| 188  | 168  | 169  | 171  | 168  | 160  | 169  | 178  | 174  |

| 1901 | 1906 | 1911 | 1921 | 1926 | 1931 | 1936 | 1946 | 1954 |
| ---- | ---- | ---- | ---- | ---- | ---- | ---- | ---- | ---- |
| 167  | 160  | 162  | 134  | 137  | 142  | 154  | 159  | 131  |

| 1962 | 1968 | 1975 | 1982 | 1990 | 1999 | 2006 | 2008 | 2013 |
| ---- | ---- | ---- | ---- | ---- | ---- | ---- | ---- | ---- |
| 132  | 150  | 138  | 140  | 116  | 126  | 128  | 128  | 123  |

| 2018 | 2022 | - | - | - | - | - | - | - |
| ---- | ---- | - | - | - | - | - | - | - |
| 125  | 127  | - | - | - | - | - | - | - |

## Lieux et monuments

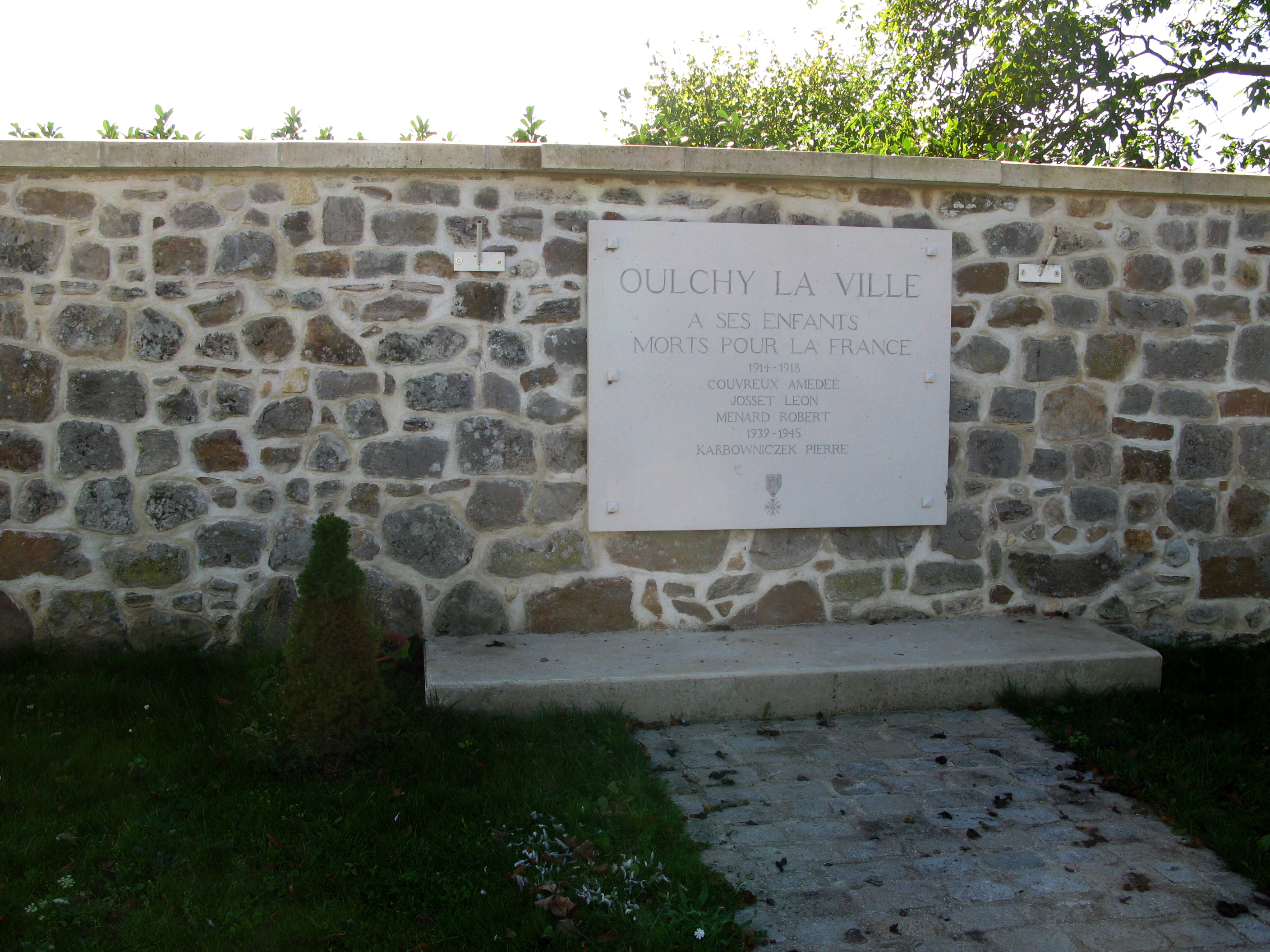
Plaque faisant office de monument aux morts.

- Église Saint-Pierre : elle date du XIIe siècle et est classée monument historique. Elle possède un beau clocher roman à quatre pans. Construite au-dessus du village, elle est entourée du cimetière. Grâce à sa position, elle est largement visible dans le panorama. Elle serait en fait un modèle réduit de l'église d'Oulchy-le-Château.
- Monument aux morts (mur de pierre avec plaque), sur lequel sont inscrits quatre noms.

Une autre plaque est visible à la mairie.
- Fontaine Saint-Pierre.
- Bois de Hud.
- Bois de la Baillette.